# Хёрли, Энди
Эндрю Джон Хёрли (англ. Andrew John Hurley; 31 мая 1980 года, Меномони-Фолс) — американский музыкант, барабанщик группы Fall Out Boy.

## Биография
Когда Энди было пять лет, его отец умер. Воспитанием будущего ударника Fall Out Boy занималась только мать, медсестра. Энди учился в University of Wisconsin-Milwaukee в Висконсине и планировал получить два высших образования — в антропологии и истории. Но в 2003 году он присоединился к начинающей путь к славе группе Fall Out Boy, и бесконечные концерты и работа в студии положила конец планам в науке.
В детстве Энди был проблемным ребёнком — пил, не слушался мать и учителей. Теперь же он ведет здоровый образ жизни — он веган, любит юмористические книги и видеоигры, стучит на барабанах C&C Custom (тарелки Sabian).
Ранее Энди играл в чикагских металкор группах Racetraitor, Milwaukee’s Global Scam и Kill the Monkey Friends. Позже Энди переключился на эмо-кор и играл в группе Project Rocket. Перемена стилей на этом не закончилась, и он ушёл в панк, начав играть в группе The Kill Pill. Он также играл в группах с Питом Вентцем, одной из которых была Culture of Violence.
В 2016 году дал одну свою палочку Бобу Брайару (My Chemical Romance), и получил одну палочку Боба.
14 февраля 2024 года состоялась свадьба Энди Хёрли и Мередит Хёрли (Аллен).

## Мировоззрение
В 2007 году в интервью изданию Memphis Flyer Энди Хёрли рассказал, что он веган и изучает много вопросов, связанных с защитой животных.
При этом он заявил, что не навязывает своих взглядов товарищам по группе, назвав себя анархо-примитивистом, который считает, что люди должны жить так, как они жили ранее 10 тысяч лет назад.
Хёрли входит в общество «Всемирно сексуальных вегетарианцев» PETA2. У него есть сольный проект «GoVegan».

## Публикации
- Corey Apar. Andrew Hurley - Biography (англ.). Allmusic. Rovi Corporation. Дата обращения: 7 ноября 2011. Архивировано 14 мая 2012 года.
- Drew Olson. Milwaukee native Hurley keeps the beat for Fall Out Boy (англ.). OnMilwaukee.com[англ.] (17 мая 2007). Дата обращения: 7 ноября 2011. Архивировано 14 мая 2012 года.